# Ана и краљ
Ана и краљ (енгл. Anna and the King) је амерички филм из 1999. 

## Радња
Јединствена љубавна прича о енглеској учитељици која долази у Сијам да учи неуку децу да читају и пишу. У тим несигурним временима, без обзира на велике препреке, Ана и краљ се заљубљују једно у друго. Упркос томе што је немогуће да буду заједно и упркос сазнању да краљ већ има више жена, Ана га је волела, а краљ је први пут схватио да се срећа може спознати поред само једне жене.